# Église Saint-Louis de Tourcoing
L'église Saint-Louis de Tourcoing est une église de Tourcoing dans le quartier populaire de l'Épidème, désaffectée par le diocèse de Lille en 2009. Elle est de style néo-roman, l'extérieur est en briques, avec un haut clocher en façade.
Elle est actuellement réhabilitée en espace culturel par un chantier école de réinsertion sociale, où la pédagogie et la transmission des valeurs partagées est une priorité.
Ce chantier permet au lieu de reprendre vie, grâce aux aides reçues des différents donateurs très investis dans le projet (Fondation Treille Espérance, Fondation Anber, Fondation du patrimoine, la Ville de Tourcoing, le département du Nord, la Région Hauts-de-France, la MEL, Mouvaux Solidarité…).
Cet espace inédit se visite lors des portes ouvertes comme aux journées du patrimoine, le troisième week-end de septembre.
L’association L’essence et les sens du lieu est l’acteur qui anime le lieu socialement et localement.
L’association FARLAB fait rayonner le projet au-delà des murs et coordonne les projets de l'ancienne église Saint-Louis à Tourcoing et de l'ancienne église Saint-Gérard à Wattrelos.

## Histoire
L'église est construite en 1894 sur les plans de Louis Croïn, un architecte ayant consacré sa carrière à la construction d'édifices religieux, puis cédée à la commune en 1895. Par défaut d'entretien de la part de cette dernière, cette église imposante menace ruine et manque de s'effondrer en 2002. Elle est fermée, puis désacralisée en 2009 par arrêté préfectoral en accord avec le diocèse de Lille, le maire de l'époque souhaitant sa démolition au vu du coût des travaux. Le conseil municipal demande en 2010 un arrêté préfectoral de désaffection, mais l'architecte des Bâtiments de France s'y oppose ; elle est finalement vendue par la commune pour 20 000 euros en juin 2011 à un particulier, pour une activité « respectueuse du lieu ». Son nouvel acquéreur, charpentier-couvreur de métier et compagnon du devoir, en fait un chantier de réhabilitation pour la jeunesse ayant décroché scolairement. Ce projet permet à ses jeunes d'être formés en charpenterie, maçonnerie, ébénisterie, etc. Des concerts et événements culturels y sont également organisés. Le nouveau propriétaire de l'église Saint-Louis fait l'acquisition en 2017 d'une autre église menacée de démolition de la région, l'église Saint-Gérard de Wattrelos.

## Description
L'église construite en brique est de style néo-roman, dont le plan est allongé (elle comporte trois vaisseaux et pas de transept). La façade symétrique est dominée par le clocher-porche qui en est l'avant-corps. Les façades latérales (des bas-côtés) forment un pignon brisé par le clocher. Elles sont chacune percées d'une porte (présentant un arc surbaissé) sommée d'un oculus, tous deux inscrits dans une arcade cintrée aveugle. L'extrémité de chaque façade comporte un contrefort coiffé d'un clocheton. Le portail consiste en une arcade cintrée reposant sur des colonnes géminées en pierre de Lecouville, chaque paire étant reliée par un unique tailloir. Dans le renfoncement de l'arcade viennent se nicher le tympan et la porte centrale, tous deux encadrés de pierre. Le portail est surmonté de trois baies à arc en plein cintre surhaussé, enfin un pignon marque la rupture avec le clocher en lui-même, qui prolonge en retrait cette partie basse. Le clocher est percé sur chaque face de deux baies cintrées surmontées d'une horloge, encadrées de moulures en pierre de Vergelet. Des contreforts complètent les angles. Enfin, la flèche de plan carré, qui a subi des travaux postérieurs la simplifiant au maximum, est couverte d'ardoises.
L'élévation de la nef se compose d'une série d'arcades (des arcs en plein cintre retombant sur des colonnes) ainsi que de fenêtres hautes cintrées. La nef est couverte d'une voûte sur croisée d'ogives dont les sommiers des arcs sont supportés par d'étroites colonnettes engagées plus gothiques que romanes, surmontant les chapiteaux des colonnes composant les arcades. Les collatéraux sont couverts en appentis se terminent par des chapelles. Alors qu'à l'extérieur prévaut le rouge sombre de la brique de Deûlémont, à l'intérieur prédomine le blanc de l'enduit recouvrant l'ensemble de l'élévation (et des voûtes) ainsi que la pierre des colonnes (et auparavant du dallage). À noter que les baies ont conservé leurs vitraux. Cinq verrières datant de 1900 sont particulièrement remarquables ; elles ont été réalisées par les ateliers Lorin de Chartres et représentent la vie de saint Louis.
Les bas-côtés sont désormais dévolus à des espaces d'artisanat, d'ateliers artistiques et d'habitation.